# Дитрих II фон Милендонк
Дитрих II фон Милендонк (на немски: Dietrich II von Millendonk/Myllendonk; † сл. 1250) е господар на Милендонк в областта на Дюселдорф. Резиденцията му е водният дворец Милендонк на река Нирс близо до град Мьонхенгладбах.
Фамилията Милендонк измира през края на 13 век. Господството и замъкът Милендонк отиват на господарите фон Залм-Райфершайд и през ок. 1346 г. чрез женитба на господарите фон Мирлаер, които се наричат по-късно на новата им резиденция фон Милендонк.

## Фамилия
Дитрих II фон Милендонк се жени за Елиза фон Изенбург-Кемпених († сл. 1248), дъщеря на Роземан фон Изенбург-Кемпених († сл. 1264) и Кунигунда (Концея) фон Бюдинген († сл. 1248), дъщеря на Герлах II фон Бюдинген, бургграф на Гелнхаузен († 1245) и Мехтхилд фон Цигенхайн († 1229). Бракът е бездетен.